# Styringomyia angustitergata
Styringomyia angustitergata är en tvåvingeart som beskrevs av Alexander 1938. Styringomyia angustitergata ingår i släktet Styringomyia och familjen småharkrankar. Inga underarter finns listade i Catalogue of Life.